# Sint-Jans-Geest
Sint-Jans-Geest (Frans: Saint-Jean-Geest, Waals: Djan-Djé) is een dorp in de Belgische provincie Waals-Brabant en een deelgemeente van Geldenaken. Tot 1 januari 1977 was het een zelfstandige gemeente. In het westen van de deelgemeente ligt nog het dorp Sint-Maria-Geest.

## Geschiedenis
Op de Ferrariskaart uit de jaren 1770 is de plaats weergegeven als het dorp St. Jean Geest. Op het eind van het ancien régime werd Sint-Jans-Geest een gemeente. In 1811 werd de aangrenzende gemeente Sint-Maria-Geest opgeheven en bij Sint-Jans-Geest gevoegd.

## Bezienswaardigheden
- De Sint-Joriskerk (Église Saint-Georges) is een neoclassicistisch kerkgebouw van 1870-1871. Hij vervangt een oudere kerk die gelegen was bij het huidige kerkhof.

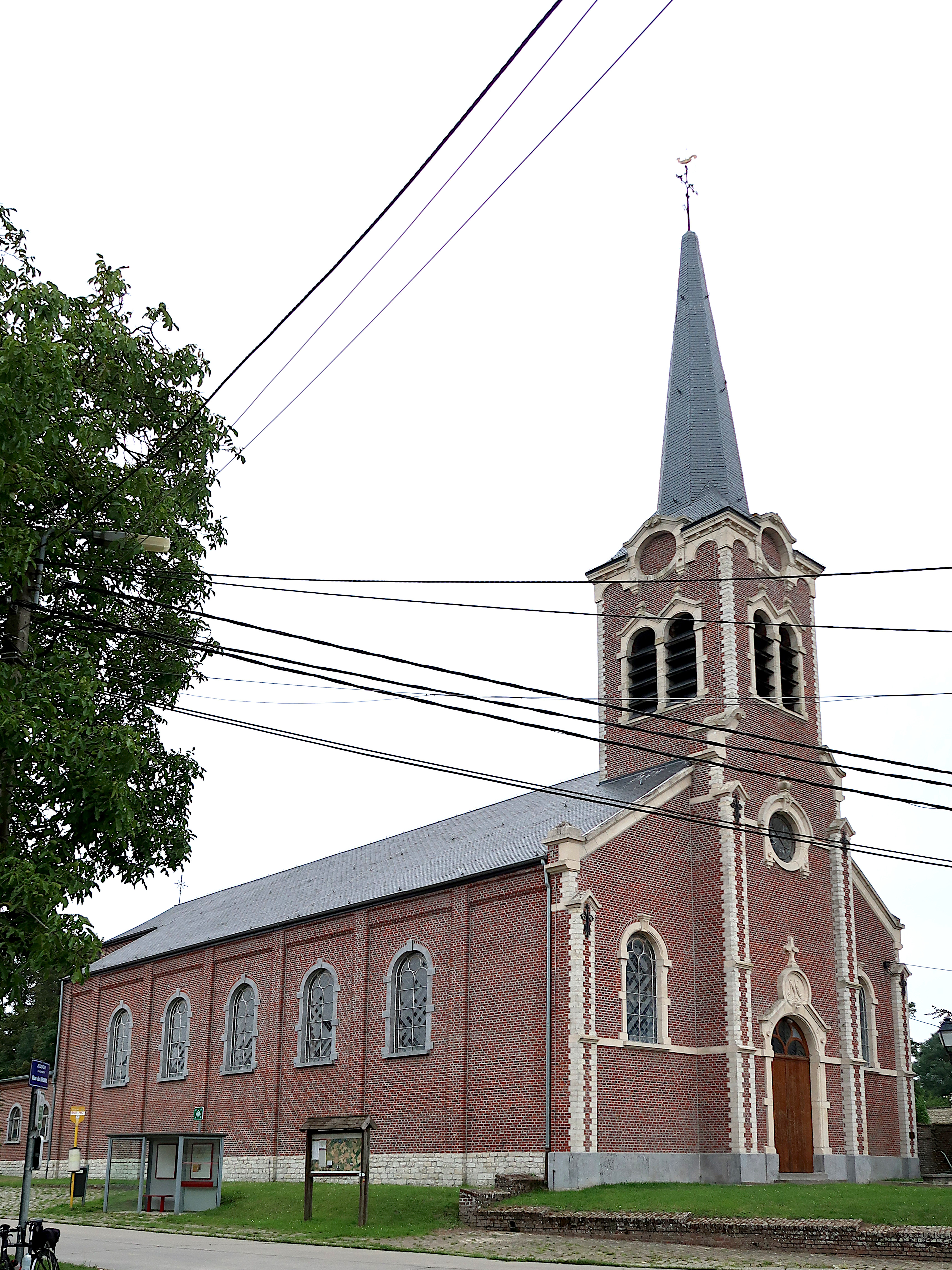
Église Saint-Georges in Sint-Jans-Geest
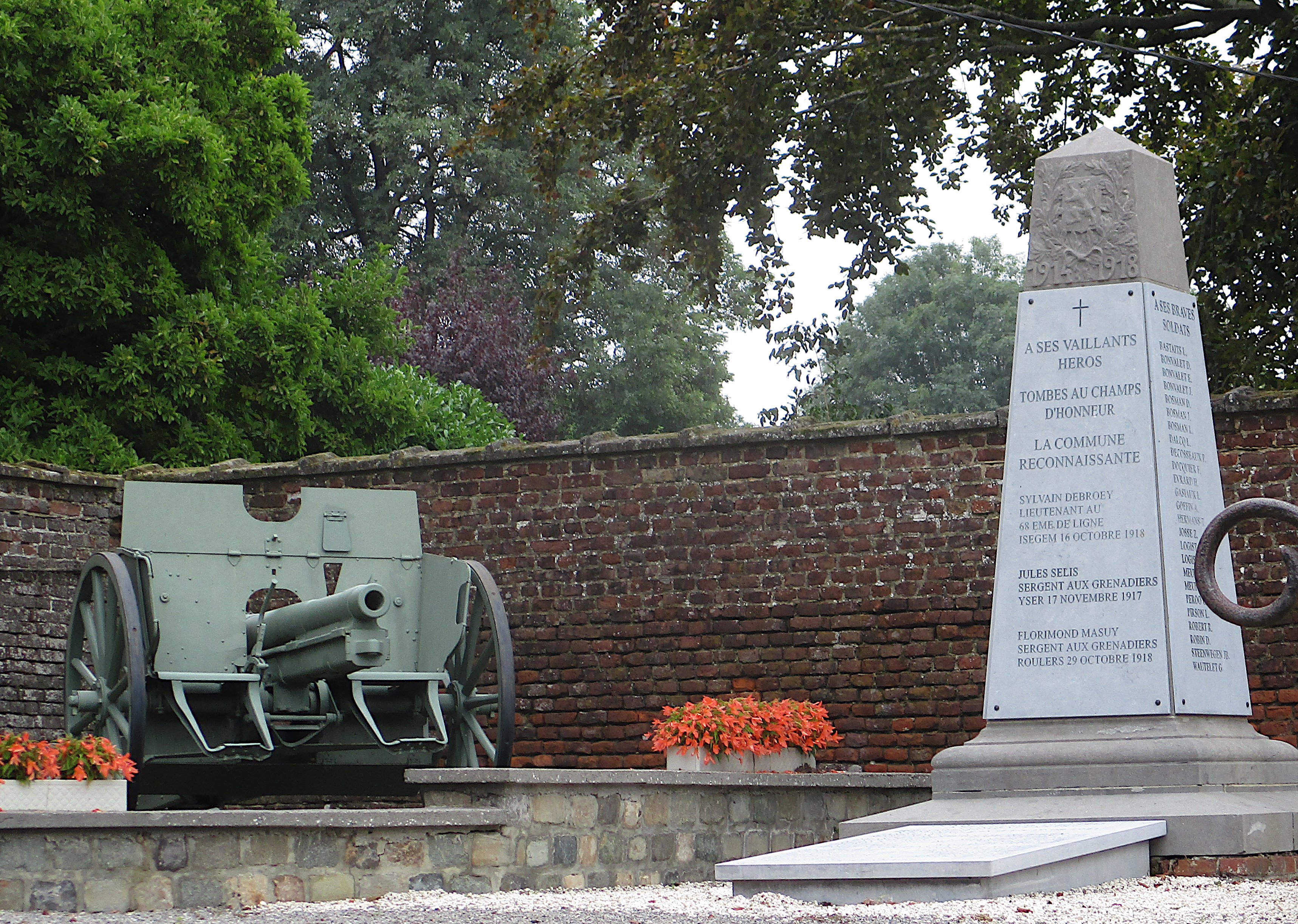
Gedenkteken met Duits FeldKanone 96 n/A 7.7cm
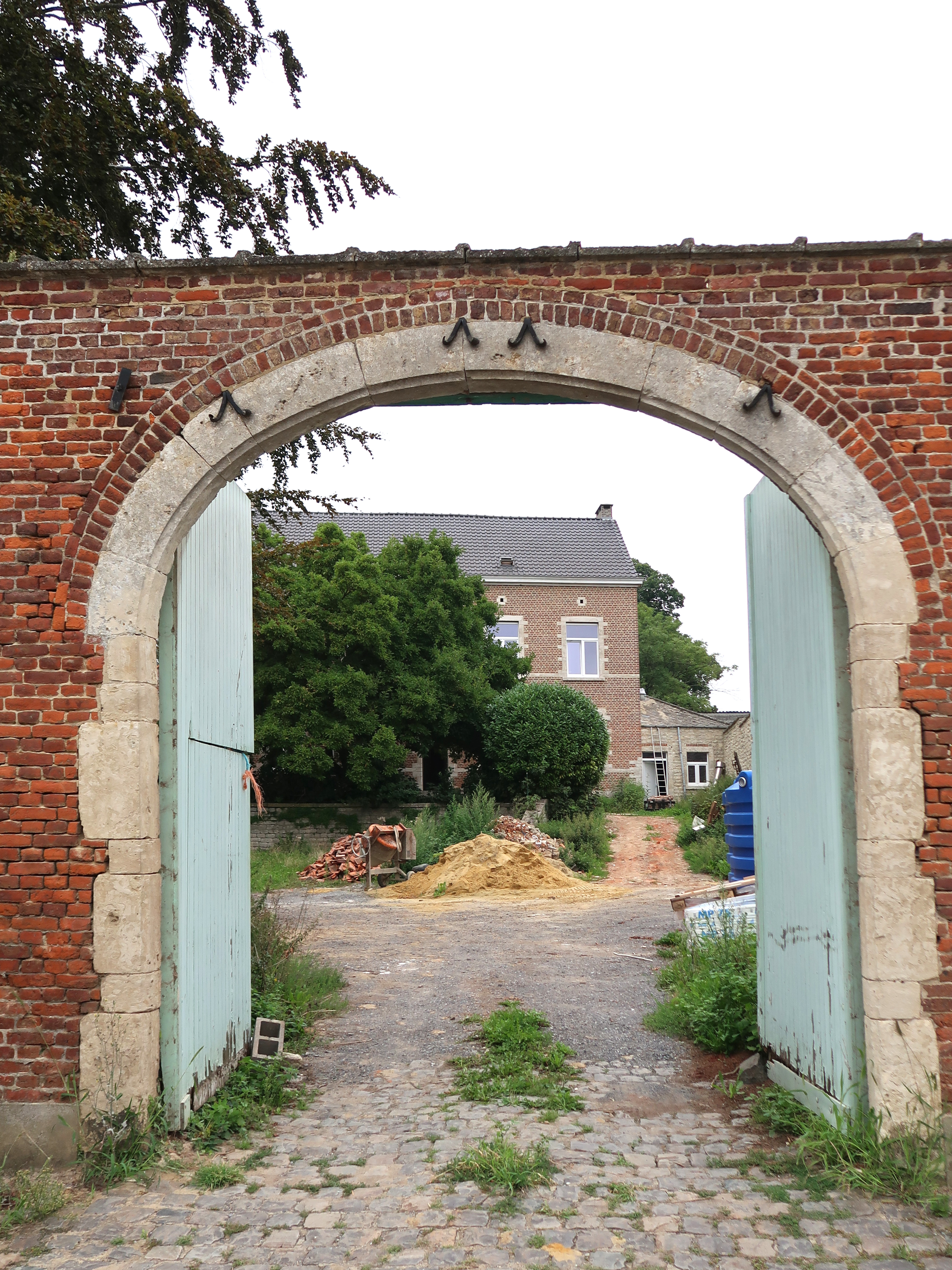
Voormalige pastorij van 1744
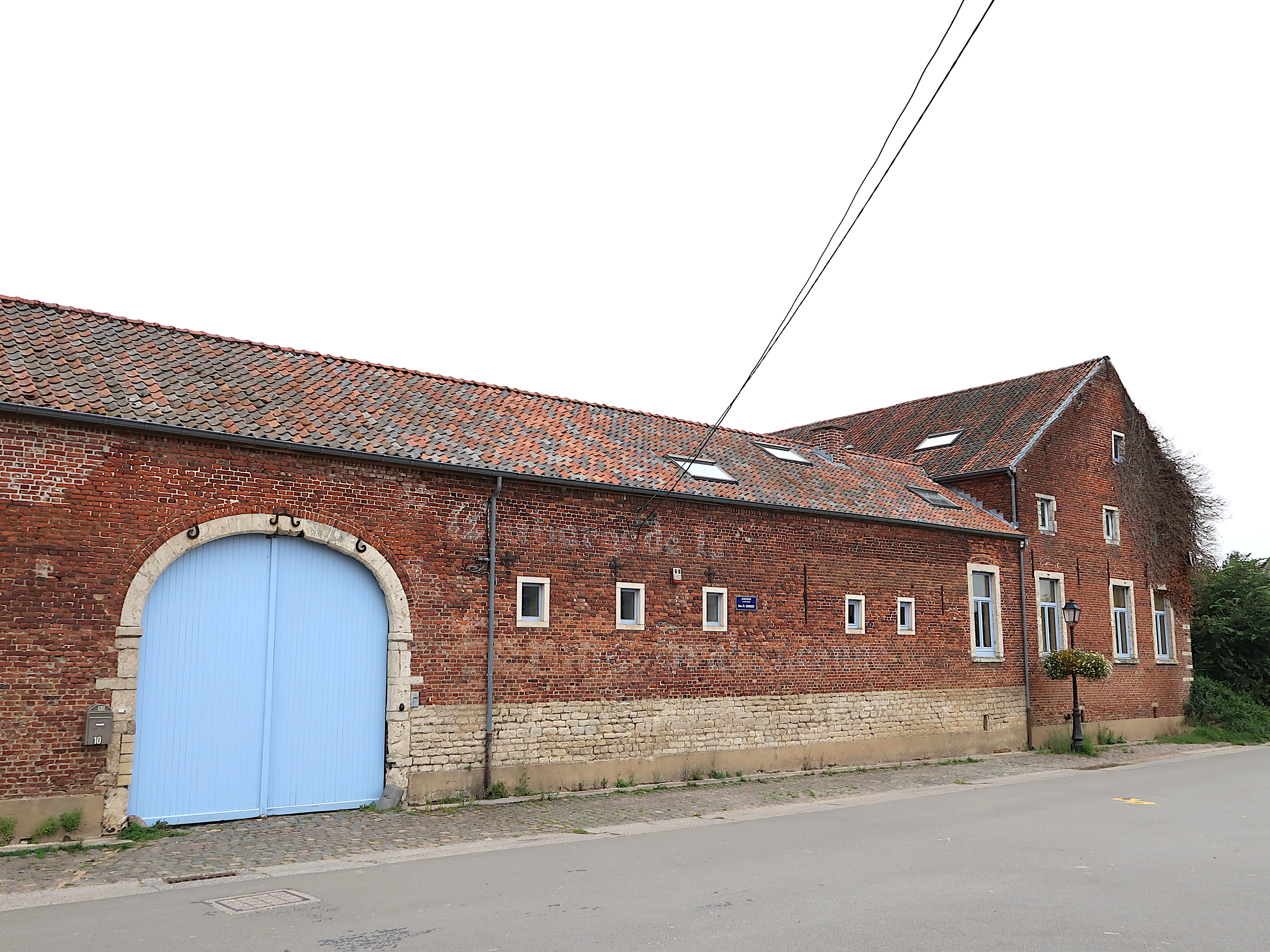
Vierkantshoeve Ramet, met deel uit 18e eeuw
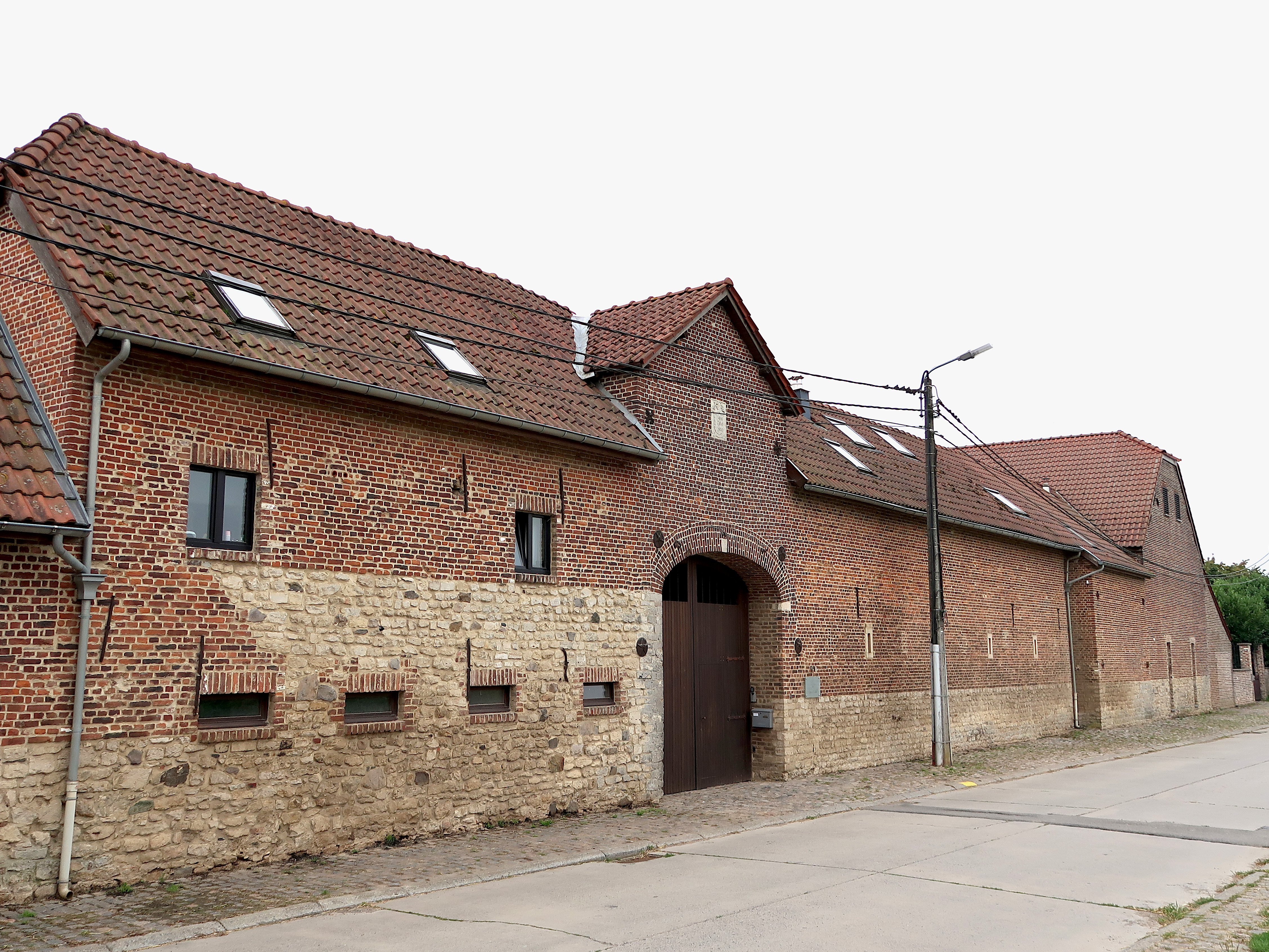
Hoeve Tornaco, met deel uit de 18e eeuw

## Natuur en landschap
Saint-Jean-Geest ligt aan de Bronne, een zijriviertje van de Grote Gete. De hoogte aan de kerk is 81 meter.

## Demografische ontwikkeling
- Bronnen:NIS, Opm:1831 tot en met 1970=volkstellingen, 1976= inwonersaantal op 31 december

## Nabijgelegen kernen
Sainte-Marie-Geest, Zétrud-Lumay, Piétrain
Deelgemeenten: Dongelberg · Geldenaken · Jauchelette · Lathuy · Malen · Opgeldenaken · Petrem · Sint-Jans-Geest · Sint-Remigius-Geest · Zittert-Lummen

Overige dorpen en gehuchten: Brocui · Genville · Gobertange · Herbais · Maison du Bois · Molembais-Saint-Josse · Piétremeau · Sint-Maria-Geest · Sart-Mélin

Belgische gemeenten · Arrondissement Nijvel · Waals-Brabant · Wallonië